# Вешняки (район на Москва)
Вешняки е административен район на Източен окръг в Москва.